# Spinifex People

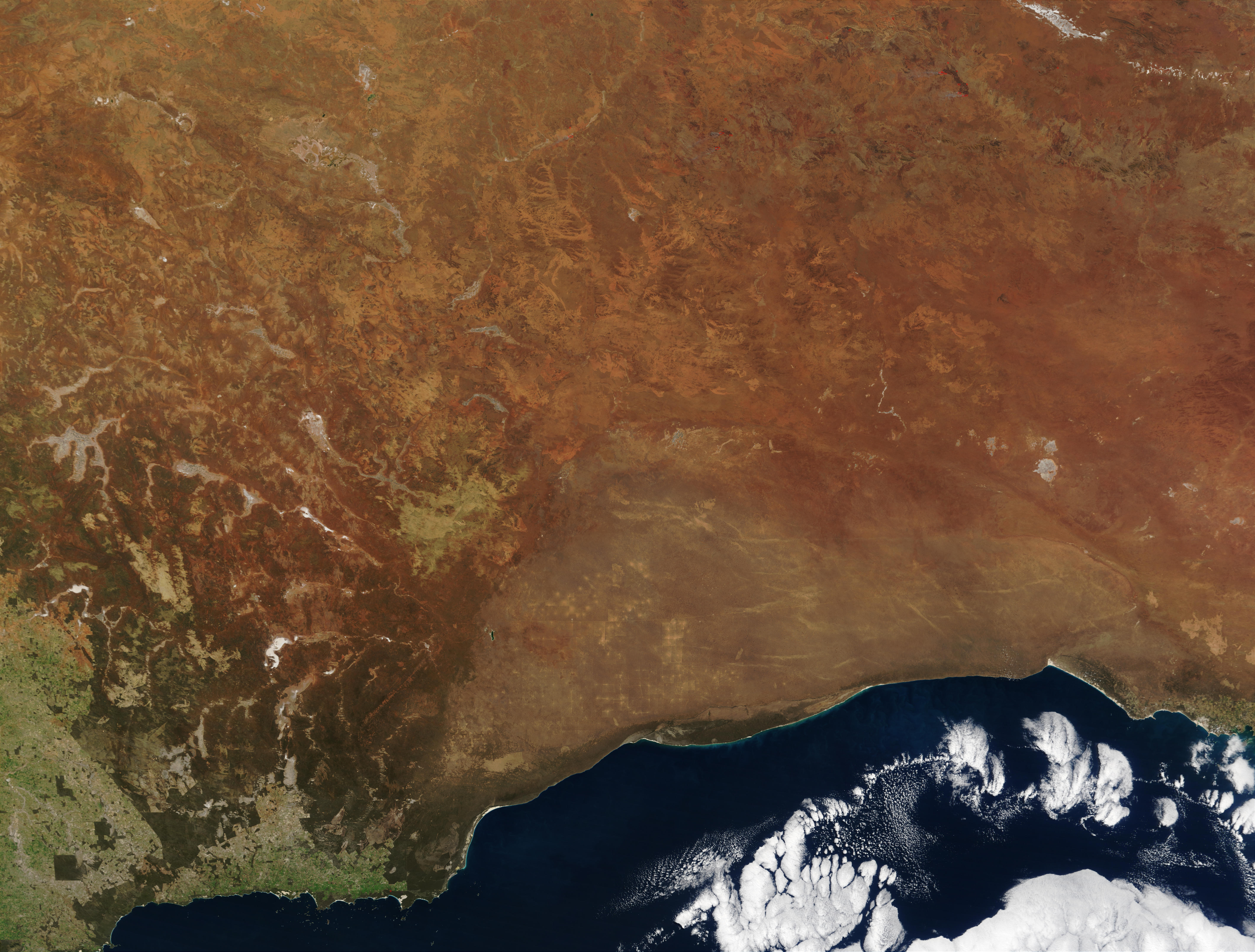
Ein Blick aus dem Weltall auf die „Große Victoria-Wüste“ und die leicht-orange Nullarbor-Ebene

Die Spinifex People (auch Pila Ngura) sind ein Stamm der Aborigines, der in der Großen Victoria-Wüste (424.400 km²) und auf der Nullarbor-Ebene (ca. 200.000 km²) in Australien lebt. Der Stamm hatte in den 1950er Jahren erstmals Kontakt mit Weißen, als die gemeinsamen Kernwaffentests (1950–1963) von britischer und australischer Regierung mit dem Maralinga-Projekt auf dem sogenannten Emu-Feld begannen. Die Entdeckung war seinerzeit eine Sensation.
Die Aborigines sind nach den Spinifexgräsern benannt, einer Gattung von stacheligen Süßgräsern, von denen drei Arten in der Region verbreitet sind. In der Sprache der Aborigines bedeutet Pila Ngura „Heimat zwischen Sandhügeln“.

## Entdeckung

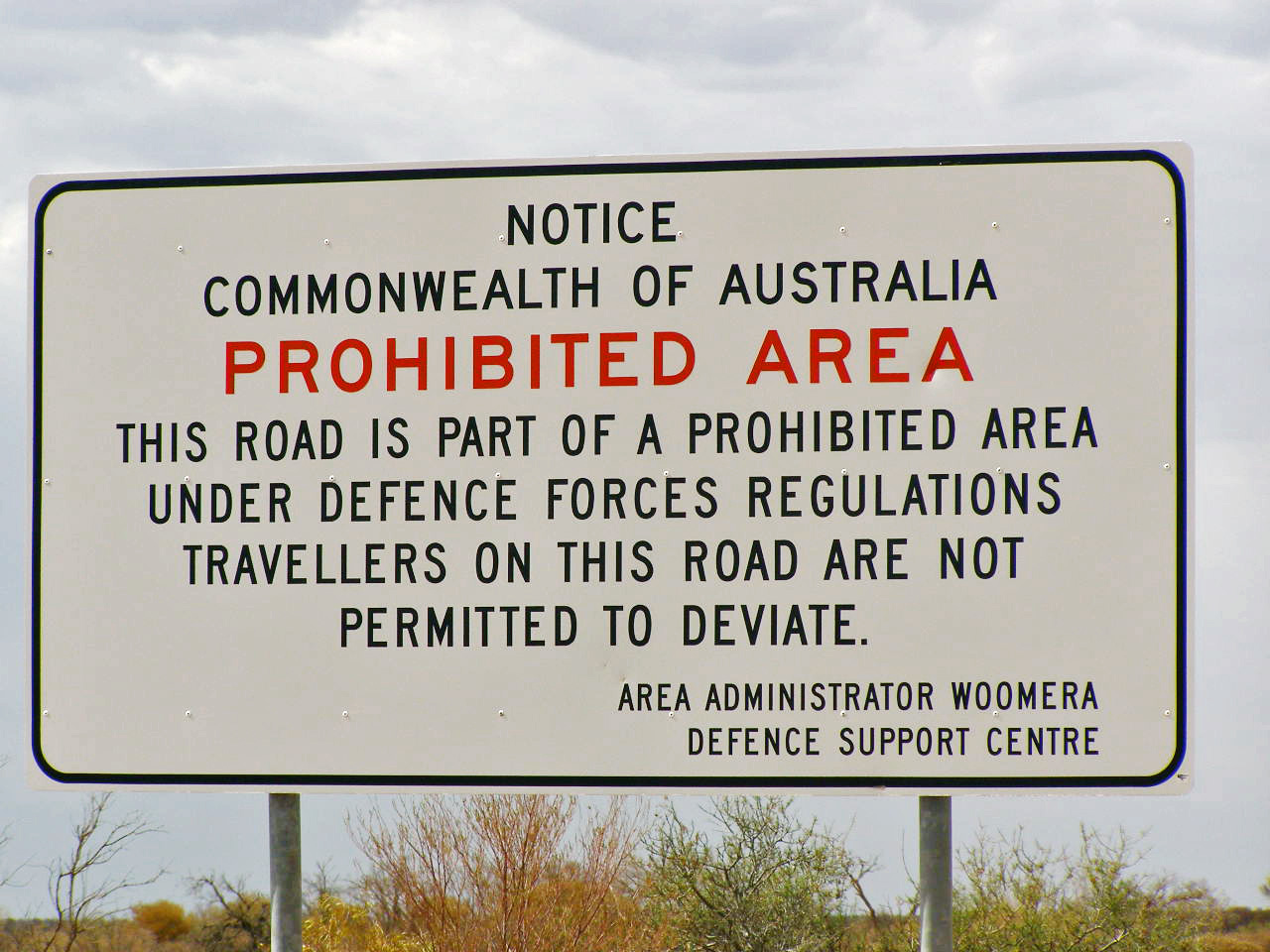
Warnschild am Stuart Highway

Im Zuge der Vorbereitung einer Reihe von britischen Kernwaffentests mit Bomben in der Größenordnung von bis zu 25 Kilotonnen Sprengkraft beauftragte die Regierung den Buschexperten Walter Macdougall (1907–1976), mit lediglich einem Assistenten nach Menschen in der Viktoria-Desert-Region zu suchen, um diese zu warnen und aus dem Gefahrenbereich zu entfernen. Dabei wurde festgestellt, dass bei diesem Anlass die Spinifex People zum ersten Mal Weiße zu Gesicht bekamen. Die letzten weißen Menschen hatten dieses Gebiet in den 1910er bzw. 1930er Jahren durchquert. Die Regierung verfügte ein Aufenthaltsverbot im Umkreis von 200 Kilometern um den Detonationsort und zündete die erste Atombombe am 15. Oktober 1953. In diesem riesigen Gebiet des Outbacks alle Personen zu entfernen, war für zwei Personen eine kaum zu lösende Aufgabe, die zudem dadurch erschwert wurde, dass die Spinifex People die aufgestellten Schilder nicht lesen konnten. Aufgrund der Angst der Aborigines vor Flugzeugen und dem Fliegen erfolgte die Umsiedlung vermutlich nur teilweise, und ein Teil der Menschen blieb im gefährdeten Gebiet, der Woomera Prohibited Area. Dieses Gebiet war von 1947 bis 1982 ein Sperrgebiet im australischen Bundesstaat South Australia mit einer Fläche von 127.000 km², das die Stadt Woomera mit einschloss. Die Regierungen von Australien und Großbritannien organisierten und bezahlten zwei Dekontaminierungsprogramme. Dennoch sind einige Gebiete noch heute kontaminiert; vor einer Durchfahrt wird gewarnt.

## Enteignung
Im Rahmen der Atombombenversuche wurden die Spinifex People von der australischen Regierung enteignet. Über 200 Menschen wurden von 1955 bis 1963 aus ihrer Heimat vertrieben und in einer Missionssiedlung in Cundeelee und in Warburton 200 Kilometer östlich von Kalgoorlie angesiedelt. In den frühen 1980er Jahren wurde die Mission in Cundeelee geschlossen und die Aborigines in andere Gebiete umgesiedelt. Die Spinifex-People klagten vor dem High Court of Australia, dem höchsten Gericht Australiens, erfolgreich auf Rückgabe ihrer Heimat, die ihnen am 28. November 2000 zugesprochen wurde. Das Gebiet, das sie zurückerhielten, ist 54.315 Quadratkilometer groß. Ausgeschlossen sind die Rechte auf die Mineralien- und Ölgewinnung. Ferner sind die Wassernutzungsrechte eingeschränkt. Sie siedelten sich in Tjuntjuntjara, in ihrer ursprünglichen Heimat, wieder an.

## Kunst und Traumzeit
Die Spinifex-People gründeten in Tjuntjuntjare ein Spinifex Arts Project. Die Malerei ist ein wesentlicher Bestandteil ihres Lebens und ihres Selbstverständnisses. Die Arbeiten des Kunstprojekts sind ausschließlich Arbeiten für ihre eigenen Zwecke und ihre Traumzeit. Dabei sind ihre Traumzeit und ihre Bilder nicht nur Mythos, „sondern ein Verhaltenskodex, der das gesamte soziale und individuelle Leben umfasst. Er enthält Verhaltensregeln bei Katastrophen wie Fluten und Bränden oder für die Pflege der Umwelt“. Das Kunstprojekt stellte erstmals im Jahre 2005 außerhalb von Australien in London und im August 2007 in Broome in Westaustralien aus.